# Xiamen
För andra betydelser, se Xiamen (olika betydelser).
Xiamen, tidigare känd som Amoy, är en subprovinsiell stad vid kusten i provinsen Fujian i sydöstra Kina. Den ligger omkring 190 kilometer sydväst om provinshuvudstaden Fuzhou. Vid folkräkningen 2020 hade staden 5 163 970 invånare.
Till staden hör ön Gulangyu, som tidigare var en utländsk koncession och numera är en turistattraktion, och sedan 2017 listad av Unesco som världsarv.

## Historia
Staden Xiamen är belägen på en ö med samma namn och under kejsartiden lydde själva staden oftast under Tong'nans härad, vilket i sin tur sorterade under Quanzhou-prefekturen. Först 1914 blev Xiamen en självstyrande stadskommun.
Xiamen hör till kulturområdet i södra Fujian, från vilka en stor del av Taiwans befolkning härstammar, och traditionellt har minnan-dialekten talats i staden. Den gamla romaniseringen "Amoy", som staden var mest känd som i väst, bygger på det lokala uttalet.
På grund av sitt strategiska läge i Taiwansundet har Xiamen traditionellt varit en tungt befäst stad och många befästningar finns att beskåda än idag. Den Ming-lojalistiske härföraren Zheng Chenggong använde Xiamen och Kinmen som fästen mot de invaderande Qingstyrkorna i mitten på 1600-talet och Xiamen var också krigsskådeplats under Opiumkriget, då brittiska styrkor ockuperade Gulanggyu.
Xiamen öppnades för handel med utlandet efter första opiumkriget 1839-1842, då ön Gulangyu också öppnades för utländsk bosättning. De flesta utlänningar pendlade mellan staden Xiamen, där de flesta utländska företag var belägna, och Gulangyu, där de hade sina residens. 1902 grundades en internationell koncession på Gulangyu, vilket innebar att alla utländska makter som hade handelsfördrag med Kina förvaltade ön gemensamt. Med tiden bosatte sig även förmögna kineser på ön som fick en allt mer kosmopolitansk befolkning.
Under det andra kinesisk-japanska kriget ockuperades staden av Japan och efter kriget upplöstes den internationella koncessionen och alla utländska privilegier. I oktober 1949 blev området kring Xiamen skådeplats för en av slutstriderna i det kinesiska inbördeskriget, då nationalisterna besegrade kommunisternas armé i slaget om Guningtou. Utfallet ledde till att ön Kinmen, som är belägen precis öster om Xiamen-ön, förblev under nationalistisk kontroll och blev skådeplats för en rad lågintensiva konflikter under 1950-talet. Efter det att Taiwan och Folkrepubliken Kina upprättade direkt handel 2008 har Xiamen blivit en viktig knutpunkt för handeln över Taiwansundet.

## Klimat
Uppmätta normala temperaturer och -nederbörd i Xiamen:
|                                            | Jan  | Feb  | Mar  | Apr  | Maj  | Jun  | Jul  | Aug  | Sep  | Okt  | Nov  | Dec  |
| ------------------------------------------ | ---- | ---- | ---- | ---- | ---- | ---- | ---- | ---- | ---- | ---- | ---- | ---- |
| Normaldygnets maximitemperaturs medelvärde | 17,0 | 16,6 | 18,8 | 23,1 | 26,6 | 29,5 | 32,0 | 31,8 | 30,0 | 27,4 | 23,6 | 19,2 |
| Normaldygnets minimitemperaturs medelvärde | 9,7  | 9,8  | 11,8 | 15,9 | 19,9 | 23,3 | 25,0 | 24,8 | 23,3 | 20,3 | 16,2 | 11,7 |
|                                            |      |      |      |      |      |      |      |      |      |      |      |      |
| Nederbörd                                  | 34   | 99   | 125  | 157  | 162  | 187  | 138  | 209  | 141  | 36   | 31   | 28   |

| Diagram | temperaturer i °C • månadsnederbörd i mm | temperaturer i °C • månadsnederbörd i mm | temperaturer i °C • månadsnederbörd i mm | temperaturer i °C • månadsnederbörd i mm | temperaturer i °C • månadsnederbörd i mm | temperaturer i °C • månadsnederbörd i mm | temperaturer i °C • månadsnederbörd i mm | temperaturer i °C • månadsnederbörd i mm | temperaturer i °C • månadsnederbörd i mm | temperaturer i °C • månadsnederbörd i mm | temperaturer i °C • månadsnederbörd i mm | temperaturer i °C • månadsnederbörd i mm |
|         | 34 17 10                                 | 99 17 10                                 | 125 19 12                                | 157 23 16                                | 162 27 20                                | 187 30 23                                | 138 32 25                                | 209 32 25                                | 141 30 23                                | 36 27 20                                 | 31 24 16                                 | 28 19 12                                 |

## Administrativ indelning
Xiamen består av sex stadsdistrikt:
| Huli Siming Haicang Jimei Tong'an Xiang'an | Namn                   | Kinesiska | Pinyin      | Minnan        | Befolkning 2020 | Yta km² | Täthet inv/km² |
| ------------------------------------------ | ---------------------- | --------- | ----------- | ------------- | --------------- | ------- | -------------- |
| Huli Siming Haicang Jimei Tong'an Xiang'an | Det egentliga Xiamen   |           |             |               |                 |         |                |
| Huli Siming Haicang Jimei Tong'an Xiang'an | Huli                   | 湖里区    | Húlǐ qū     | O-li khu      | 1 036 974       | 73,77   | 14 057         |
| Huli Siming Haicang Jimei Tong'an Xiang'an | Siming                 | 思明区    | Sīmíng qū   | Su-being khu  | 1 073 315       | 83,99   | 12 779         |
| Huli Siming Haicang Jimei Tong'an Xiang'an | Förorter och landsbygd |           |             |               |                 |         |                |
| Huli Siming Haicang Jimei Tong'an Xiang'an | Haicang                | 海沧区    | Hǎicāng qū  | Hai-chhng khu | 582 519         | 186,46  | 3 124          |
| Huli Siming Haicang Jimei Tong'an Xiang'an | Jimei                  | 集美区    | Jíměi qū    | Chip-bi khu   | 1 036 987       | 274,29  | 3 780          |
| Huli Siming Haicang Jimei Tong'an Xiang'an | Tong'an                | 同安区    | Tóng'ān qū  | Tang-uan khu  | 855 920         | 669,36  | 1 279          |
| Huli Siming Haicang Jimei Tong'an Xiang'an | Xiang'an               | 翔安区    | Xiáng'ān qū | Siong-an khu  | 578 255         | 411,50  | 1 405          |

Xiamen har status som subprovinsiellt stadsområde, vilket betyder att området är på ungefär samma nivå som en stad på prefekturnivå, men med mer självbestämmanderätt när det gäller till exempel ekonomi och lagstiftning.